# 比圭內斯

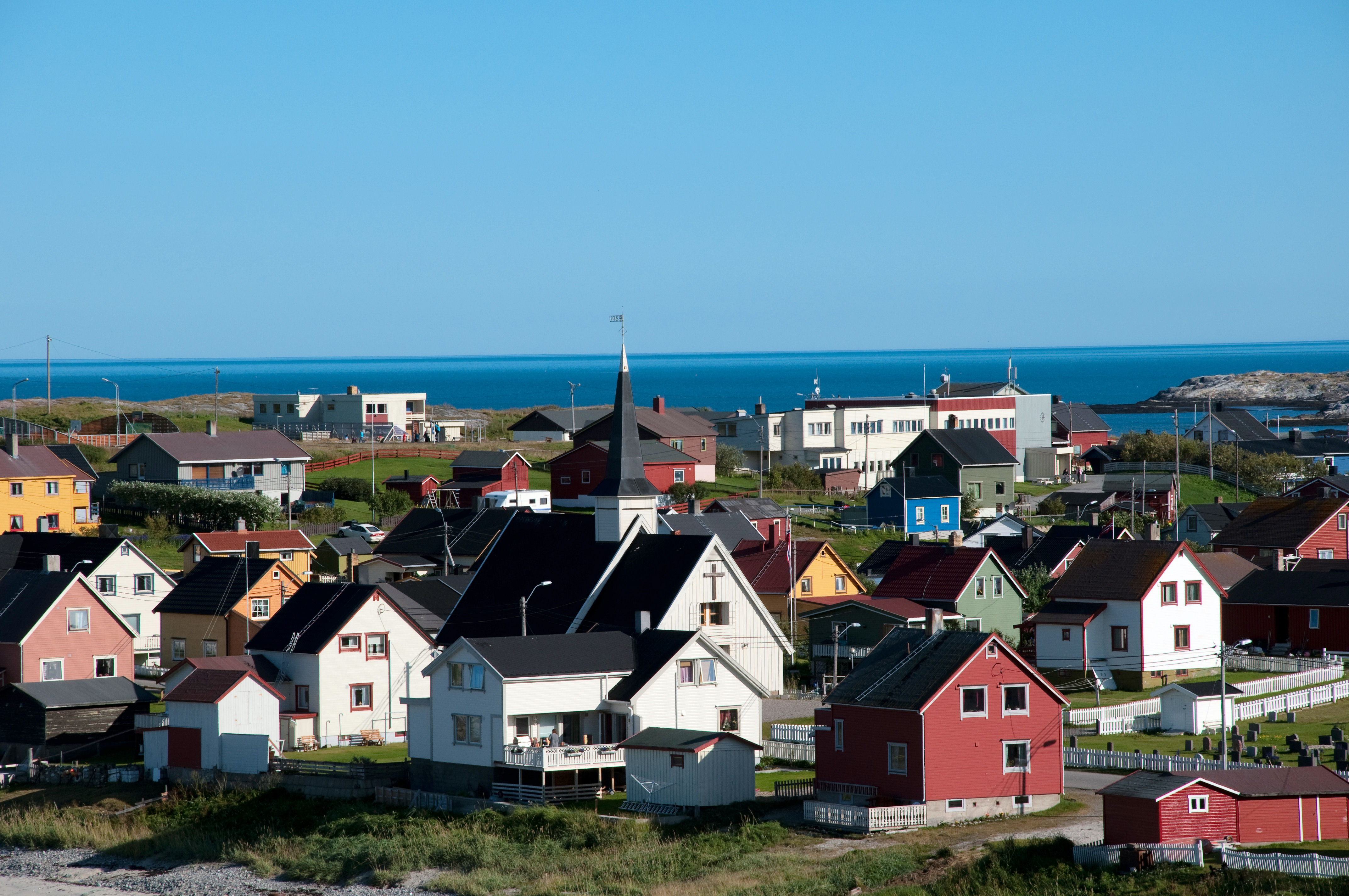
比圭內斯城鎮一景

比圭內斯（挪威語：Bugøynes）是挪威的城鎮，由芬馬克郡負責管轄，位於該國北部，距離北極圈約500公里，毗鄰與俄羅斯和芬蘭接壤的邊境，2008年人口約300。
69°58′N 29°38′E / 69.967°N 29.633°E